# William Hedgcock
William Hedgcock (* 4. Juli 1883 in New York City, New York; † 29. September 1947 in Hollywood, Kalifornien) war ein US-amerikanischer Tontechniker, der einmal für den Oscar für die besten Spezialeffekte nominiert war. 

## Leben
Hedgcock begann seine Laufbahn als Tontechniker in der Filmwirtschaft Hollywoods 1929 bei dem von William Wyler inszenierten Western Galgenvögel (Hell’s Heroes) mit Charles Bickford, Raymond Hatton und Fred Kohler. Er arbeitete bis zu seinem Tod an der Herstellung von annähernd 100 Filmen mit.
Bei der Oscarverleihung 1941 wurde er zusammen mit John P. Fulton und Bernard B. Brown für den Oscar für die besten Spezialeffekte nominiert, und zwar für den Horror- und Science-Fiction-Film Der Unsichtbare kehrt zurück (The Invisible Man Returns, 1940) von Joe May mit Cedric Hardwicke, Vincent Price und Nan Grey in den Hauptrollen.

## Filmografie (Auswahl)
- 1929: Galgenvögel (Hell’s Heroes)
- 1930: Im Westen nichts Neues (All Quiet on the Western Front)
- 1930: Sirenen um Mitternacht (Outside the Law)
- 1931: Dracula
- 1931: Frankenstein
- 1932: Der Ritt ins Todestal (The Rider of Death Valley)
- 1932: Das Haus des Grauens (The Old Dark House)
- 1933: Der Unsichtbare (The Invisible Man)
- 1935: Frankensteins Braut (Bride of Frankenstein)
- 1935: Was geschah gestern? (Remember Last Night?)
- 1936: Tödliche Strahlen (The Invisible Ray)
- 1938: Wirbelwind aus Paris (The Rage of Paris)
- 1939: Frankensteins Sohn (Son of Frankenstein)
- 1939: Der Henker von London (Tower of London)
- 1940: Der Unsichtbare kehrt zurück (The Invisible Man Returns)
- 1940: Der Bankdetektiv (The Bank Dick)
- 1941: This Woman Is Mine
- 1941: Sprechstunde für Liebe (Appointment for Love)
- 1942: Savoteure (Saboteur)
- 1943: Neun Kinder und kein Vater (The Amazing Mrs. Holliday)
- 1943: Unternehmen Donnerschlag (Gung Ho!)
- 1944: Der Unsichtbare nimmt Rache (The Invisible Man’s Revenge)
- 1945: Das Haus des Schreckens (Sherlock Holmes and the House of Fear)
- 1945: Die Herberge zum Roten Pferd (Frontier Gal)
- 1946: Feuer am Horizont (Canyon Passage)
- 1946: Rächer der Unterwelt (The Killers)
- 1947: Der Verbannte (The Exile)